# Парк скульптур Лаонго

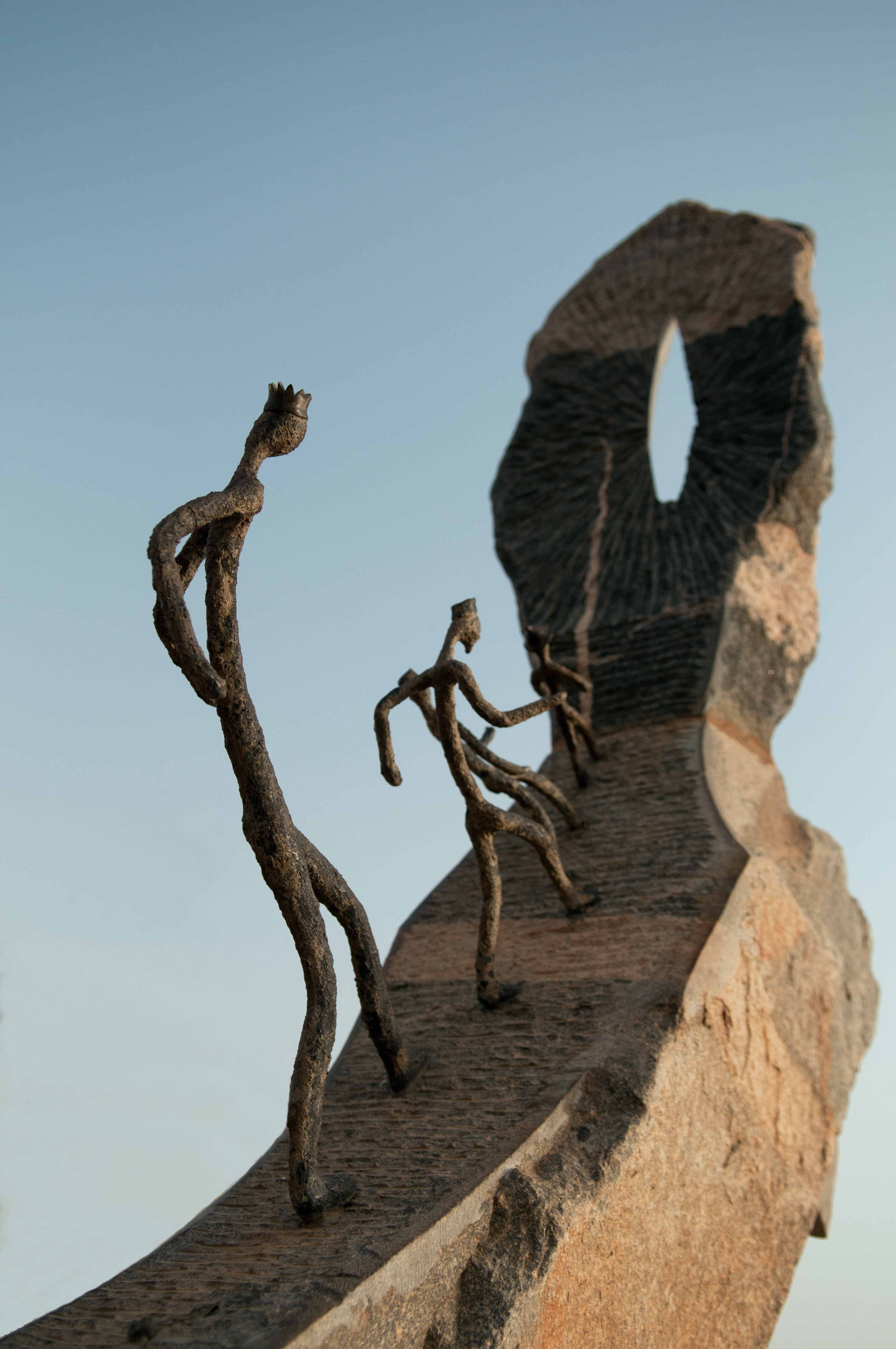

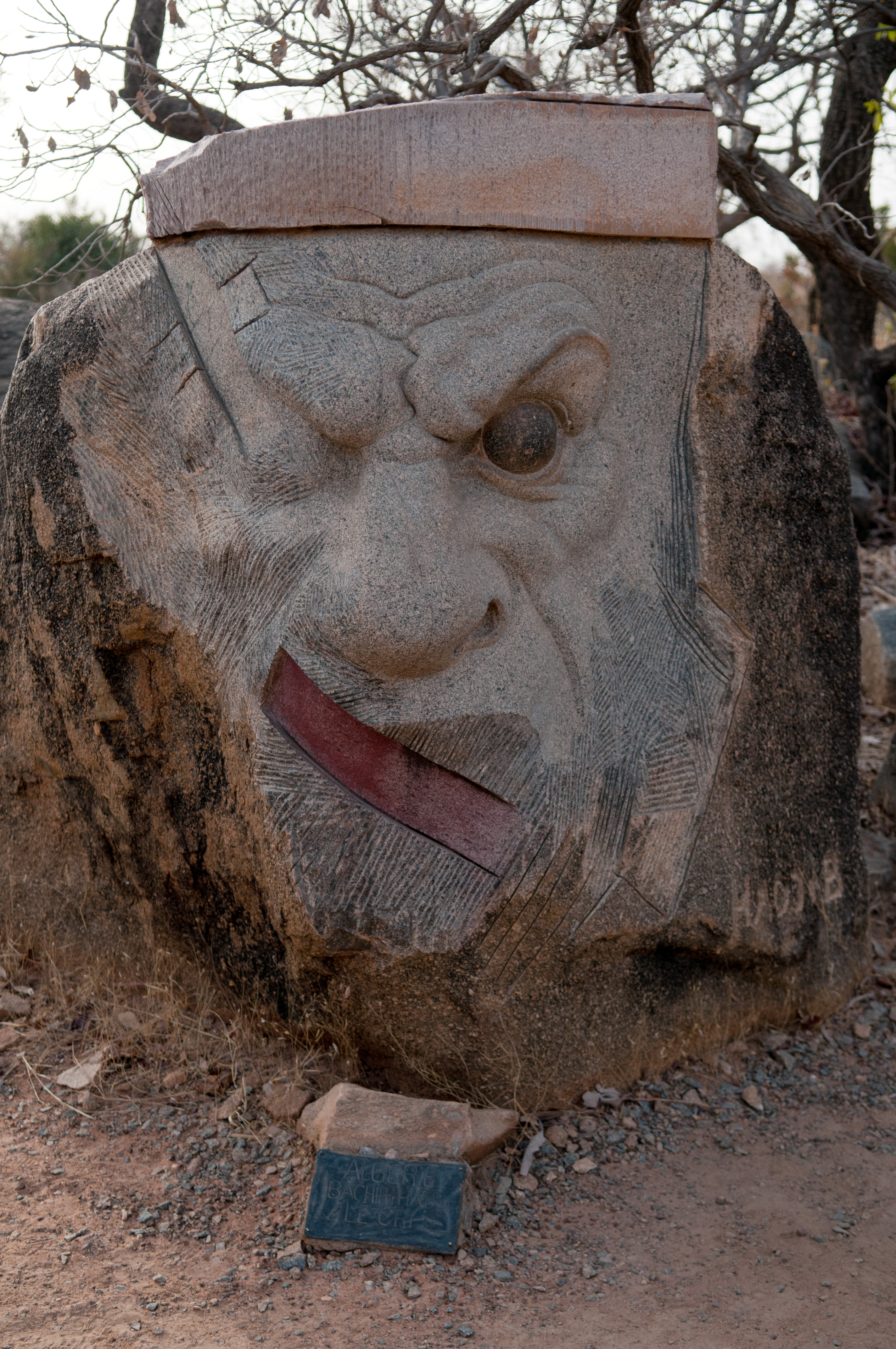

Парк скульптур Лаонго (фр. Sculptures de Laongo) — парк скульптур у Буркіна-Фасо.
Парк скульптур Лаонго знаходиться на території провінції Убрітенга області Центральне Плато. Був створений в 1989 році з ініціативи буркинійского скульптора Сірик Кі на організованому ним першому симпозіумі буркинійскіх і зарубіжних скульпторів. Спочатку скульптури з граніту перебували просто неба і у відкритому просторі, між містами Зініарі і Будтенга поблизу села Лаонга (звідки й назва). Після подальших симпозіумів скульпторів кількість експонатів збільшувалася, територію парку було розширено, обнесено стіною, і за відвідування парку стала стягуватися плата.
Середи інших у Парку скульптур Лаонго можна побачити праці таких африканських майстрів, як Жан-Люк Бамбара, Гі Компаоре, Клод Кабре.